# Texaco Cup 1973-1974
La Texaco Cup 1973-1974 est la 4e édition de ce tournoi qui est remportée par le Newcastle United.

## 1ertour
| Équipe 1         | Équipe 2            | Score                     |
| ---------------- | ------------------- | ------------------------- |
| Burnley          | East Fife           | 7-0 / 3-2 / 10-2          |
| Everton          | Heart of Midlothian | 0-1 / 0-0 / 0-1           |
| Sheffield United | Dundee United       | 0-0 / 0-2 / 0-2           |
| Ayr United       | Leicester City      | 1-1 / 0-2 / 1-3           |
| Greenock Morton  | Newcastle United    | 1-2 / 1-1 / 2-3           |
| St Johnstone     | Norwich City        | 0-2 / 0-1 / 0-3           |
| Stoke City       | Birmingham City     | 0-0 / 0-0 / 0-0 (4-5 pen) |
| Coventry City    | Motherwell          | 0-1 / 2-3 / 2-4           |

## 2etour
| Équipe 1            | Équipe 2         | Score           |
| ------------------- | ---------------- | --------------- |
| Birmingham City     | Newcastle United | 1-1 / 1-3 / 2-4 |
| Norwich City        | Motherwell       | 2-0 / 1-0 / 3-0 |
| Heart of Midlothian | Burnley          | 0-3 / 0-5 / 0-8 |
| Leicester City      | Dundee United    | 1-1 / 0-1 / 1-2 |

## Demi-finale
| Équipe 1      | Équipe 2         | Score           |
| ------------- | ---------------- | --------------- |
| Burnley       | Norwich City     | 2-0 / 3-2 / 5-2 |
| Dundee United | Newcastle United | 2-0 / 1-4 / 3-4 |

## Finale
| Équipe 1         | Équipe 2 | Score |
| ---------------- | -------- | ----- |
| Newcastle United | Burnley  | 2-1   |